# François Cotinaud

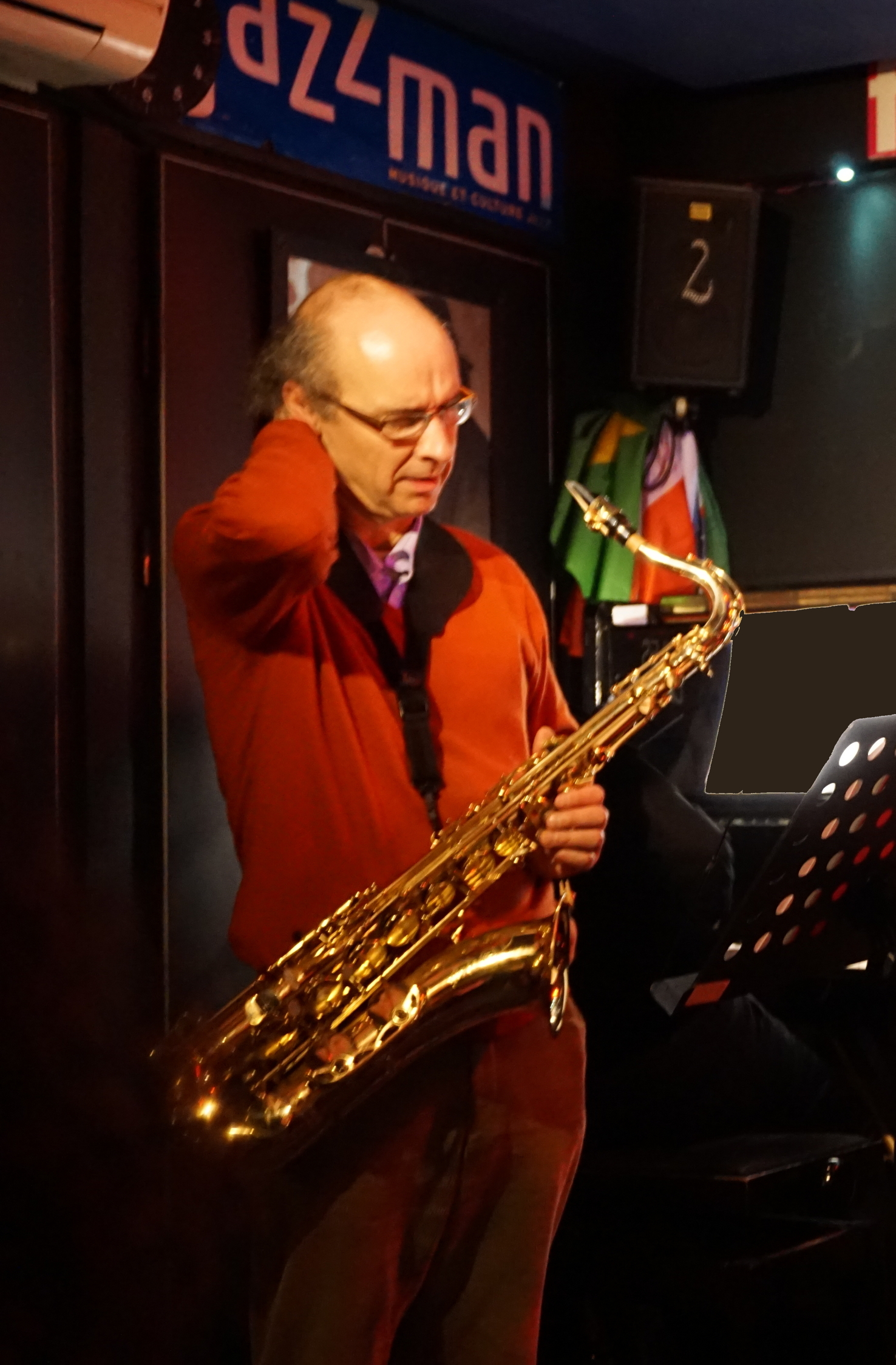
François Cotinaud (2015)

François Cotinaud (* 9. August 1956 in Casablanca) ist ein französischer Saxophonist und Klarinettist des Creative Jazz und Komponist.

## Biografie
Cotinaud lernte seit seinem achten Lebensjahr Klavier, bevor er sich dem Schlagzeug zuwandte (1967 bis 1972) und dann zum Tenor- und Sopransaxophon wechselte. Er nahm Unterricht bei Alan Silva, Jo Maka, Archie Shepp, George Russell, Steve Lacy, wurde aber auch durch Jimmy Lyons, Lee Konitz, Steve Coleman und Garrett List geprägt. Daneben lehrte er von 1977 bis 1986 in Silvas Institut Art Culture Perception, wo er auch auf Itaru Oki, Denis Colin, Didier Petit, Bruno Girard, Pascal Bréchet und sogar auf Bill Dixon und Cecil Taylor traf. Zwischen 1982 und 1985 war er der Leiter der Schule.

### Musiker
1977 gründete er das Ensemble Texture, das bis 1987 bestand. Daneben spielte er mit Silvas Celestrial Orchestra (Portrait for a small woman 1978, Desert Mirage 1982) und auch mit Musikern wie Kent Carter, Bobby Few, Barry Guy, Claudine François, Daunik Lazro, François Méchali, Sun Ra, Bruno Chevillon, Charles Tyler, Barre Phillips, Carlos Zingaro (No Meat Inside 2013) oder Mike Zwerin.
Mit Ramón López, Heriberto Paredes und Thierry Colson gründete er 1985 ein Quartett, das in den Folgejahren auch durch Gastsolisten erweitert wurde. Sein Solo-Album Loco solo hatte Luciano Berios Sequenza IX als Ausgangspunkt. Zudem setzte er sich mit der Pianistin Sylvie Cohen mit der sephardischen Musiktradition auseinander.
Im Trio Left wirkt er mit Joëlle Léandre und François Merville. Daneben spielt er in Air Lunch mit Valentine Quintin und Philippe Lemoine. 2002 bis 2006 leitete er das Ensemble Text'up, das sich durch Werke von Raymond Queneau, André Velter und Arthur Rimbaud inspirieren ließ. 2013 nahm er mit Algèbre (Pierre Durand, Daniel Beaussier, Bruno Chevillon, François Merville, Denis Charolles) auf.
2015 gründete er zusammen mit Pascale Labbé (Stimme) und Jérôme Lefebvre (Guitar) das Ensemble Luxus, das die Gedichte Rainer Maria Rilkes zum Ausgangspunkt für seine Musik macht.

### Komponist
Ab dem 8. Lebensjahr schrieb Cotinaud die Melodien, die er erfunden hatte, in ein Notizbuch. Im Jahr 1975 ließ der Pädagoge Alan Silva seine Schüler mit Motiven arbeiten, die in den musikalischen Tonarten deklinieren sollen. François Cotinaud setzte diese Arbeit fort, indem er Hunderte von Themen für die Gruppen schreibt, denen er angehört, sowohl für pädagogische als auch für berufliche Zwecke. Ab 1989, alles konvergiert um aufwendigere Konstruktionen, Schaffung präziser Universen, und bereits über die poetische Arbeit von Raymond Queneau, dann Victor Hugo. 2007 wandten sich seine Kompositionen für Klarinette und Cello mit Deborah Walker (Dedalus-Ensemble) einem zeitgenössischen, gemeißelten Schreiben zu. Er erhielt einen Auftrag für gemischten a cappella-Chor vom Festival « Les Voix des Cairns » (Quiberon, Frankreich) und gründete 2021 einen eigenen Verlag.

### Soundpainter
Mit dem SPOUMJ (Soundpainting Orchestra, Union of the Jazz Musicians) unter dem Dirigentenstab von François Jeanneau machte Cotinaud erste Erfahrungen als Interpret. Aufbauend auf dem Konzept des Soundpainting arbeitet er seit 2010 mit seinem Klangfarben-Ensemble (neun Musiker, zwei Schauspielerinnen, zwei Tänzer). Die Musik stützt sich auf Soundpainting und Improvisation.
2013 und 2014 betrieb er das erste Soundpainting-Festival in Paris mit Helsinki Soundpainting Ensemble, Klangfarben ensemble, Le Spoumj, Amalgammes, TSO, Le Spang, Walter Thompson Orchestra, la Louve, Batik Soundpainting Orchestra.
Er lehrt Soundpainting am Conservatoire Mozart in Paris – die erste offizielle Soundpaintingsklasse in Frankreich.

## Diskographische Hinweise

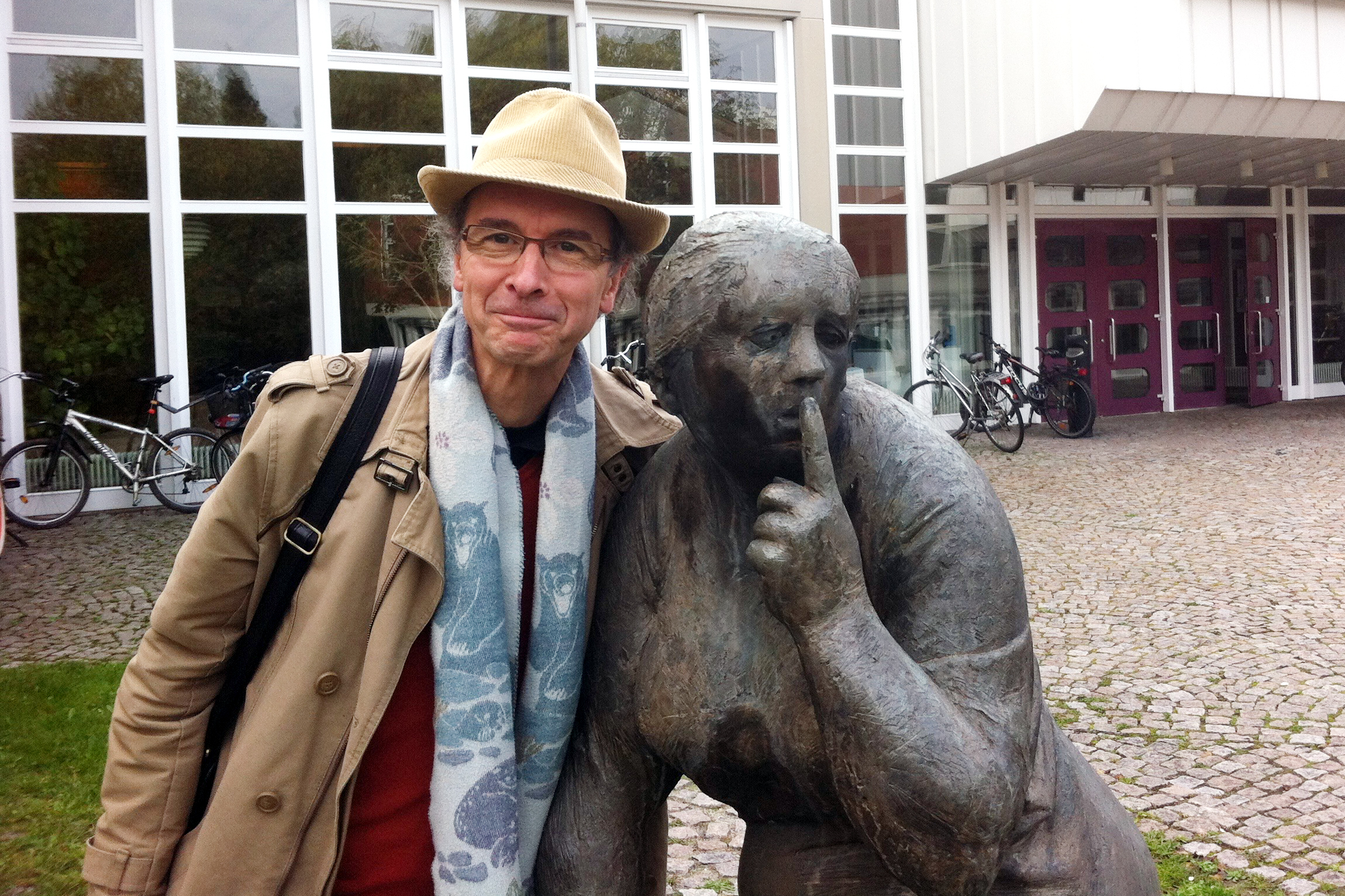
François Cotinaud in der Musikhochschule von Freiburg – 2015

- Texture Sextet: Texture Sextet, mit Itaru Oki, Bruno Girard, Denis Colin, Pierre Jacquet, Michel Coffi 1981
- Alan Silva, Celestrial Communication Orchestra: Desert Mirage, 1982
- Texture Sextet: Polygamme, mit Itaru Oki, Bruno Girard, Denis Colin, Pierre Jacquet, Michel Coffi 1983
- François Cotinaud Quartet feat. Enrico Rava, Glenn Ferris: Pyramides, mit Heriberto Paredes, Thierry Colson, Ramón López, Label Musivi 1992
- Ramón López, François Cotinaud: Opéra, Musivi 1993
- Loco Solo, Musivi 1998
- Sylvie Cohen, François Cotinaud: Yo M'enamori, Musivi 2000
- François Cotinaud fait son Raymond Queneau, mit dem Ensemble Text'up, Label Musivi 2002
- Rimbaud et son double, mit Pascale Labbé, Pierre Charpy, Mathilde Morières, Sylvain Lemêtre, François Choiselat, Jérôme Lefebvre, Olivier Guichard, Box mit CD-DVD, Label Musivi 2006
- François Cotinaud, Klangfarben ensemble: Monologue de Schoenberg, Box mit CD-DVD, Label Ayler Records/Musivi 2012
- Francois Cotinaud / Barre Phillips / Henri Roger / Emmanuelle Somer: No Meat Inside. Facing You / IMR 2013
- François Cotinaud/Algèbre, Topologie d’un manège. mit Daniel Beaussier, Pierre Durand sowie Bruno Chevillon, Denis Charolles, François Merville, Label Musivi 2013 (Musea)
- Ensemble Luxus, L’Orphée de Rilke. Mit Pascale Labbé (Stimme), Jérôme Lefebvre (Gitarre), Label Musivi 2016 (Musea)
- François Cotinaud, Benjamin de la Fuente, Ensemble Multilatérale: Mosaïques. CD-DVD 2017 Label Musivi / Soundpainting Collection - Frankreich (Musea).
- François Cotinaud & Sergio Castrillon Accès de nuit/Night access (17 pieces), 2018

## Musikwerke (Auswahl)
- 1989 Casa del Sol, Dix-Huit Carats, Temakatamawo.
- 1992 Pyramides, Metakynesis, Ficus, Voix interdites, Circus.
- 1994 Jeux de mains.
- 1995 Le festin des ogres, Jambe de Dieu, Danse avec les fous
- 1996 Ydol Nabdous, Déchiffrage (zu Worten von Raymond Queneau).
- 1998 Inventaire, Ilperel, Indigo, Mode à la joie, Boire, Oribe, Obéir
- 1999 Traversée de la page, Suppositions, Les Généreuses, Epouvantails, Le calligraphe du vide, La sieste
- 2000 Mis amigos me dan esperanza
- 2002 Modestie, Art Popo, Text’Up.
- 2004 Deki
- 2005 Parade, Enfance, Voyelles, Being Beauteous (zu Worten von Arthur Rimbaud).
- 2007 Poetica Vivace für Cello und Klarinette
- 2009 Stücke für Stimme, Harfe und Klarinette: J'ai rarement vu, Toujours dans la chaussure ?.
- 2011 Schönberg Monolog, Variations sur une collection de timbres
- 2013 Algorithme, Topologie d'un manège, Monoïd I und II, Le Pendule du Fou, Diagramme.
- 2014 Mes filles
- 2015 spiegele Malerei, Eternité, Prodige, Verwandlung, Crier le hasard (zu Worten von Rainer Maria Rilke).
- 2016 Onomatopée
- 2017 Mit Benjamin de la Fuente zusammengesetzte Stücke (für 10 Musiker): Découper-colorier-coller, La fin de Pompei, Cités abacules, Dons des pierres qui parlent, L'usage des couleurs, Du nu dans les bleus, Clé de voûte, Aire de jeux acoustiques.
- 2018 Je vis, je meurs (auf Louise Labés Dichtung), Vous m’avez dit (zu Worten von Émile Verhaeren)
- 2019 Oreille-Caresse, Jadis-Plume, Eclat-Noir (drei Stücke für Klarinette), Pluie-Chemin (Klarinette und Querflöte), Epi-Tambour.
- 2020 Singe-Lune (für Klarinette), Bleu-Orange (für Guitar)
- 2021 ORPHEUS (Un temple dans l’écoute, elle était une enfant, le pavot des morts) Triptyk für gemischten Chor a cappella (zu Worten von Rainer Maria Rilke). Sommeil paradoxal für gemischten Chor und Klavier (zu Worten von Arthur Rimbaud). Progressive lydische Etüden für Klarinette (Poetica Vivace Verlag).
- 2022 Tempus fugit, utere für gemischten Chor, soprano Stimme, und Symphonieorchester, 15′. Strange Big Sockets commande de la Cie Les Musiques à Ouïr (für Akkordeon, contralto Klarinette und Schlagzeug), 7′50″
- 2023 Qui rêve Kiev ?, Tilt Majeur für Oboe, Bassklarinette, Fagott
- 2024 Sacacorchos für Jazz ensemble. Omnis Stultos Insanire für Chor und Klavier. Tikkun Olam für Streichquartett - 19'. Parade des Hottentots für Saxophonquartett.
- 2025 : La Perte de l'être cher für Streichquartett - 3'. Se la mia morte brami - 3'20″; O dolorosa gioia - 3'20″ (Carlo Gesualdo), und fünf Stücke auf Dante Alighieri : Cosí la menta mia (5'18″), Tu non se'in terra (2'38″), Qual si lamenta (2'39″), Giudizio affrettato (4'38″), Questi per noi (2'40″) – für gemischten Chor und Klavier.